# Schwarzer Punkt
Schwarze Punkte bezeichnen in verschiedenen Ländern Straßenabschnitte mit einer hohen Anzahl von Verkehrsunfällen.

## Australien
In Australien gibt es ein Black Spot Program. Für die Aufnahme eines Abschnittes in das Programm muss es auf einer Strecke innerhalb von fünf Jahren mindestens drei Unfallopfer gegeben haben. Die Strecke muss dabei eine Unfallrate von 0,2 Unfallopfern pro Kilometer haben oder die Strecke muss zu zehn Prozent der gefährlichsten Strecken der Region gehören.

## Polen

Zeichen eines polnischen Schwarzen Punkts

In Polen sind etwa 1.600 Straßenabschnitte als czarny punkt gekennzeichnet.
Auf dem großen quadratischen schwarz-gelben Warnschild wird links unten die Zahl der an dieser Stelle durch Verkehrsunfälle gestorbenen (zabitych) und rechts unten die Zahl der Verletzten (rannych) angegeben. Die Anzahl bezieht sich auf die drei Jahre vor der Aufstellung des Schildes. 
Für die Aufstellung eines solchen Schildes muss eine von zwei Bedingungen erfüllt sein:
- fünf oder mehr Unfälle in jedem der letzten drei Jahre
- zwölf oder mehr Unfälle in drei aufeinander folgenden Jahren.

Am 7. September 1998 wurde das erste Schild für einen Czarny Punkt auf der Landesstraße 2 bei Błonie aufgestellt. Im selben Jahr folgten 20 weitere Schilder.
Der Einfluss der Schilder auf die Fahrweise der Bevölkerung war gering. Etwa 70 % der Kraftfahrer ignorierten entsprechende Beschilderung und passten ihr Fahrverhalten nicht an. Daher werden seit 2003 keine weiteren Schilder aufgestellt. Gefährliche Stellen sollen nun durch Umbau entschärft werden.